# Михайловка (Третьяковский район)
Михайловка — село в Третьяковском районе Алтайского края. Входит в состав Третьяковского сельсовета.

## История
Основано в 1918 г. В 1928 г. поселок Михайловское состоял из 102 хозяйств, основное население — русские. Центр Михайловского сельсовета Змеиногорского района Рубцовского округа Сибирского края.

## Население
| 1926 | 1997 | 1998 | 1999 | 2000 | 2001 |
| ---- | ---- | ---- | ---- | ---- | ---- |
| 588  | ↗645 | ↗697 | ↗700 | ↘684 | ↗708 |
| 2002 | 2003 | 2004 | 2010 | 2011 | 2012 |
| ↘639 | ↗698 | ↘672 | ↘571 | ↘568 | ↘540 |
| 2013 |      |      |      |      |      |
| ↘531 |      |      |      |      |      |